# Грб Гвинеје
Грб Гвинеје је званични хералдички симбол афричке државе Републике Гвинеје. Грб је усвојен 23. децембра 1993. године.

## Опис
Изнад штита се налази голубица у лету, која у кљуну држи маслинову гранчицу. Маслинова гранчица се спушта испред белог штита. Доњи део штита обојан је националним бојама какве су и на застави. Око штита се протеже трака на којој је исписано државно гесло „TRAVAIL, JUSTICE, SOLIDARITE“ („рад, правда, солидарност“).

## Бивши грбови
Након смрти председника Ахмеда Секу Туреа 1984. године, усвојен је нови грб. Штит је вертикалном линијом био подељен на лево поље црвене боје и десно зелене боје. Испред маслинове гранчице коју држи голубица, налазили су се укрштени мач и пушка. По усвајању новог грба 1993. године, мач, пушка и обојена поља у штиту су уклоњени из грба.

## Литераутра
- Грб Гвинеје на FOTW